# Татариново (Владимирская область)
Татариново — упразднённая деревня в Александровском районе Владимирской области России.

## География
Урочище находится в северо-западной части области, в зоне хвойно-широколиственных лесов, на левом берегу реки Анжи, на расстоянии примерно 23 километров (по прямой) к северо-западу от города Александрова, административного центра района. Абсолютная высота — 249 метров над уровнем моря.

### Климат
Климат характеризуется как умеренно континентальный, с умеренно тёплым летом, холодной зимой, короткой весной и облачной, часто дождливой осенью. Среднегодовая температура воздуха — +3,4 °C. Годовое количество атмосферных осадков — 549 миллиметров, из которых большая часть выпадает в тёплый период.

## История
В «Списке населенных мест Владимирской губернии по сведениям 1859 года» населённый пункт упомянут как владельческая деревня Александровского уезда, расположенная при прудах, в 20 верстах от уездного города. В деревне насчитывалось 11 дворов и проживало 116 человек (54 мужчины и 62 женщины).
По состоянию на 1905 год, в Татаринове имелся 21 двор и проживало 126 человек. В административном отношении деревня входила в состав Тирибревской волости.
В советское время входила в состав Искровского сельсовета Александровского района. Упразднена решением облисполкома № 441 от 21 апреля 1977 года как фактически не существующая.